# Charnock Richard
Charnock Richard est une ville et une paroisse civile anglaise située dans le comté du Lancashire. En 2001, sa population était de 1 885 habitants.

## Source de la traduction
- (en) Cet article est partiellement ou en totalité issu de l’article de Wikipédia en anglais intitulé « Charnock Richard » (voir la liste des auteurs).